# 한명관
한명관(韓明官, 1959년 ~)은 대전지방검찰청, 수원지방검찰청, 서울동부지방검찰청에서 검사장을 역임한 법조인이다.

## 생애
1959년 서울시에서 태어난 한명관은 성동고등학교와 서울대학교 법학과를 졸업한 이후인 1983년 제25회 사법시험에 합격하여 1985년 15기 사법연수원을 수료하고 1989년 서울지방검찰청 검사에 임용되었다.
대전지방검찰청 검사장으로 재직하던 2010년에 대전광역시에 의해 강력범죄 예방을 위해 '안전한 대전 프로젝트 캠페인을 벌이고 우범지역의 CCTV 설치, 대학가 여학생을 위한 '성폭력 예방 브로셔' 제작ㆍ배포, 고교생의 '법생활 골든벨 대회'개최 등 준법의식 함양 활동을 적극 전개하는 등 안전하고 살기좋은 행복한 대전 만들기에 기여한 공로를 인정받아 명예시민패를 수여받았다.
제36대 검찰총장 후임으로 2009년 7월 14일 ~ 2009년 7월 19일 기간 동안 검찰총장 직무대리를 역임하였다. 대검찰청 형사부장에 재직하던 2012년에 김병화 대법관 후보의 중도 사퇴로 인해 공석인 대법관 자리에 이건리 공판송무부장과 함께 법무부에 의해 추천되었다. 2013년에는 검찰총장 후보로 추천되었다.
2015년에 한국형사소송법학회장을 맡은 한명관은 "형사소송법은 증거가 서류로 돼 있다는 전제로 규정돼 있다"며 "구두주의에 입각한 공판중심주의를 충실히 실현하기 위해서는 조서보다 조사자 증언의 활성화, 디지털 증거의 사용 등 형사증거법 전반에 대한 개정이 필요하다"고 말했다.

## 학력
- 1977년 성동고등학교 졸업
- 1982년 서울대학교 법학사
- 1984년 서울대학교 대학원 수료
- 1995년 국립사법관학교 국제학부 수료

## 경력
- 1989년 서울지방검찰청 검사
- 1991년 대전지방검찰청 천안지청 검사
- 1993년 부산지방검찰청 동부지청 검사
- 1995년 법무부 법무심의관실 검사
- 1997년 법무부 검찰국 검사
- 1998년 대전지방검찰청 서산지청장
- 1999년 대검찰청 검찰연구관
- 2001년 대검찰청 공안부 공안3과장
- 2003년 서울동부지방검찰청 형사2부 부장검사
- 2004년 서울중앙지방검찰청 형사7부 부장검사
- 2005년 법무부 정책홍보관리관
- 2006년 수원지방검찰청 제2차장검사
- 2007년 서울동부지방검찰청 차장검사
- 2008년 광주지방검찰청 차장검사
- 2009년 대검찰청 기획조정부장
- 2009년 8월 ~ 2010년 7월 제54대 대전지방검찰청 검사장
- 2010년 7월 법무부 법무실장
- 2011년 8월 ~ 2012년 7월 제32대 수원지방검찰청 검사장
- 2012년 대검찰청 형사부장
- 2012년 11월 ~ 2013년 4월 제12대 서울동부지방검찰청 검사장
- 2014년 ~ 법무법인 바른 구성원 변호사
- 2015년 ~ 2017년 한국형사소송법학회 회장
- 2016년 ~ 2022년 우리홈쇼핑 사외이사
- 2017년 ~ 연세대학교 법무대학원 겸임교수
- 2017년 ~ 2019년 국방부 인권자문위원회 자문위원
- 2017년 ~ 2019년 대법원양형위원회 양형위원
- 2017년 ~ 한국공정무역재단 이사
- 2017년 ~ 한국특수판매조합 공익이사
- 2018년 ~ 세종대학교 법학부 전임교수
- 2018년 ~ 4차산업혁명융합법학회 회장
- 2019년 ~ BGF리테일 사외이사

## 수상
- 2010년 한-EU협력상